# Bonasa
Bonasa är ett litet släkte med skogshöns inom familjen fasanfåglar Det omfattar numera vanligen enbart den amerikanska arten kragjärpe (Bonasa umbellus). Vissa inkluderar dock släktet Tetrastes i Bonasa, innehållande de palearktiska arterna kinesisk järpe och järpe.